# Lista planetelor minore: 269001–270000
Aceasta este lista planetelor minore cu numerele 269001–270000.

## 269001–269100
| Denumire | Denumire provizorie | Data descoperirii | Locul descoperirii | Descoperitor(i)     |
| -------- | ------------------- | ----------------- | ------------------ | ------------------- |
| 269001 – | 2007 EQ115          | 13 martie 2007    | Mount Lemmon       | Mount Lemmon Survey |
| 269002 – | 2007 EP116          | 13 martie 2007    | Mount Lemmon       | Mount Lemmon Survey |
| 269003 – | 2007 EX118          | 13 martie 2007    | Mount Lemmon       | Mount Lemmon Survey |
| 269004 – | 2007 EO119          | 13 martie 2007    | Mount Lemmon       | Mount Lemmon Survey |
| 269005 – | 2007 EP125          | 13 martie 2007    | Nyukasa            | Nyukasa             |
| 269006 – | 2007 EV128          | 9 martie 2007     | Mount Lemmon       | Mount Lemmon Survey |
| 269007 – | 2007 EX130          | 9 martie 2007     | Mount Lemmon       | Mount Lemmon Survey |
| 269008 – | 2007 EM136          | 10 martie 2007    | Kitt Peak          | Spacewatch          |
| 269009 – | 2007 EN137          | 11 martie 2007    | Kitt Peak          | Spacewatch          |
| 269010 – | 2007 EU137          | 11 martie 2007    | Kitt Peak          | Spacewatch          |
| 269011 – | 2007 EU138          | 12 martie 2007    | Kitt Peak          | Spacewatch          |
| 269012 – | 2007 ET169          | 13 martie 2007    | Kitt Peak          | Spacewatch          |
| 269013 – | 2007 EW180          | 14 martie 2007    | Kitt Peak          | Spacewatch          |
| 269014 – | 2007 EX182          | 15 martie 2007    | Catalina           | CSS                 |
| 269015 – | 2007 EG199          | 10 martie 2007    | Catalina           | CSS                 |
| 269016 – | 2007 EQ200          | 14 martie 2007    | Mount Lemmon       | Mount Lemmon Survey |
| 269017 – | 2007 EL205          | 11 martie 2007    | Kitt Peak          | Spacewatch          |
| 269018 – | 2007 EX207          | 14 martie 2007    | Kitt Peak          | Spacewatch          |
| 269019 – | 2007 EU209          | 15 martie 2007    | Mount Lemmon       | Mount Lemmon Survey |
| 269020 – | 2007 EM213          | 12 martie 2007    | Kitt Peak          | Spacewatch          |
| 269021 – | 2007 EQ213          | 9 martie 2007     | Kitt Peak          | Spacewatch          |
| 269022 – | 2007 EU213          | 10 martie 2007    | Mount Lemmon       | Mount Lemmon Survey |
| 269023 – | 2007 EF219          | 13 martie 2007    | Mount Lemmon       | Mount Lemmon Survey |
| 269024 – | 2007 EW219          | 10 martie 2007    | Mount Lemmon       | Mount Lemmon Survey |
| 269025 – | 2007 ER222          | 14 martie 2007    | Catalina           | CSS                 |
| 269026 – | 2007 FN2            | 16 martie 2007    | Catalina           | CSS                 |
| 269027 – | 2007 FP4            | 18 martie 2007    | Kitt Peak          | Spacewatch          |
| 269028 – | 2007 FH7            | 16 martie 2007    | Mount Lemmon       | Mount Lemmon Survey |
| 269029 – | 2007 FZ9            | 16 martie 2007    | Socorro            | LINEAR              |
| 269030 – | 2007 FN10           | 16 martie 2007    | Kitt Peak          | Spacewatch          |
| 269031 – | 2007 FM11           | 16 martie 2007    | Kitt Peak          | Spacewatch          |
| 269032 – | 2007 FL15           | 17 martie 2007    | Anderson Mesa      | LONEOS              |
| 269033 – | 2007 FK23           | 20 martie 2007    | Kitt Peak          | Spacewatch          |
| 269034 – | 2007 FP26           | 20 martie 2007    | Kitt Peak          | Spacewatch          |
| 269035 – | 2007 FP29           | 20 martie 2007    | Mount Lemmon       | Mount Lemmon Survey |
| 269036 – | 2007 FN30           | 20 martie 2007    | Mount Lemmon       | Mount Lemmon Survey |
| 269037 – | 2007 FN31           | 20 martie 2007    | Kitt Peak          | Spacewatch          |
| 269038 – | 2007 FH32           | 20 martie 2007    | Anderson Mesa      | LONEOS              |
| 269039 – | 2007 FJ32           | 20 martie 2007    | Kitt Peak          | Spacewatch          |
| 269040 – | 2007 FO32           | 20 martie 2007    | Kitt Peak          | Spacewatch          |
| 269041 – | 2007 FW32           | 20 martie 2007    | Kitt Peak          | Spacewatch          |
| 269042 – | 2007 FC33           | 20 martie 2007    | Kitt Peak          | Spacewatch          |
| 269043 – | 2007 FG33           | 21 martie 2007    | Socorro            | LINEAR              |
| 269044 – | 2007 FG36           | 26 martie 2007    | Mount Lemmon       | Mount Lemmon Survey |
| 269045 – | 2007 FF38           | 27 martie 2007    | Siding Spring      | SSS                 |
| 269046 – | 2007 FQ38           | 25 martie 2007    | Mount Lemmon       | Mount Lemmon Survey |
| 269047 – | 2007 FH43           | 27 martie 2007    | Siding Spring      | SSS                 |
| 269048 – | 2007 FU43           | 18 martie 2007    | Kitt Peak          | Spacewatch          |
| 269049 – | 2007 FR49           | 20 martie 2007    | Catalina           | CSS                 |
| 269050 – | 2007 GJ12           | 11 aprilie 2007   | Mount Lemmon       | Mount Lemmon Survey |
| 269051 – | 2007 GJ16           | 11 aprilie 2007   | Kitt Peak          | Spacewatch          |
| 269052 – | 2007 GU18           | 11 aprilie 2007   | Kitt Peak          | Spacewatch          |
| 269053 – | 2007 GT19           | 11 aprilie 2007   | Kitt Peak          | Spacewatch          |
| 269054 – | 2007 GW20           | 11 aprilie 2007   | Mount Lemmon       | Mount Lemmon Survey |
| 269055 – | 2007 GZ23           | 11 aprilie 2007   | Kitt Peak          | Spacewatch          |
| 269056 – | 2007 GS24           | 11 aprilie 2007   | Kitt Peak          | Spacewatch          |
| 269057 – | 2007 GW24           | 11 aprilie 2007   | Siding Spring      | SSS                 |
| 269058 – | 2007 GO29           | 11 aprilie 2007   | Siding Spring      | SSS                 |
| 269059 – | 2007 GU30           | 14 aprilie 2007   | Mount Lemmon       | Mount Lemmon Survey |
| 269060 – | 2007 GZ32           | 11 aprilie 2007   | Mount Lemmon       | Mount Lemmon Survey |
| 269061 – | 2007 GF33           | 11 aprilie 2007   | Catalina           | CSS                 |
| 269062 – | 2007 GW33           | 11 aprilie 2007   | Kitt Peak          | Spacewatch          |
| 269063 – | 2007 GV39           | 14 aprilie 2007   | Kitt Peak          | Spacewatch          |
| 269064 – | 2007 GB40           | 14 aprilie 2007   | Kitt Peak          | Spacewatch          |
| 269065 – | 2007 GB41           | 14 aprilie 2007   | Kitt Peak          | Spacewatch          |
| 269066 – | 2007 GJ44           | 14 aprilie 2007   | Mount Lemmon       | Mount Lemmon Survey |
| 269067 – | 2007 GQ44           | 14 aprilie 2007   | Kitt Peak          | Spacewatch          |
| 269068 – | 2007 GD46           | 14 aprilie 2007   | Kitt Peak          | Spacewatch          |
| 269069 – | 2007 GT46           | 14 aprilie 2007   | Kitt Peak          | Spacewatch          |
| 269070 – | 2007 GR48           | 14 aprilie 2007   | Kitt Peak          | Spacewatch          |
| 269071 – | 2007 GZ48           | 14 aprilie 2007   | Kitt Peak          | Spacewatch          |
| 269072 – | 2007 GF51           | 15 aprilie 2007   | Catalina           | CSS                 |
| 269073 – | 2007 GP61           | 15 aprilie 2007   | Kitt Peak          | Spacewatch          |
| 269074 – | 2007 GW62           | 15 aprilie 2007   | Kitt Peak          | Spacewatch          |
| 269075 – | 2007 GL67           | 15 aprilie 2007   | Kitt Peak          | Spacewatch          |
| 269076 – | 2007 GF68           | 14 aprilie 2007   | Kitt Peak          | Spacewatch          |
| 269077 – | 2007 GH73           | 15 aprilie 2007   | Kitt Peak          | Spacewatch          |
| 269078 – | 2007 GT73           | 15 aprilie 2007   | Kitt Peak          | Spacewatch          |
| 269079 – | 2007 HK6            | 16 aprilie 2007   | Catalina           | CSS                 |
| 269080 – | 2007 HF7            | 16 aprilie 2007   | Catalina           | CSS                 |
| 269081 – | 2007 HR11           | 18 aprilie 2007   | Mount Lemmon       | Mount Lemmon Survey |
| 269082 – | 2007 HG13           | 16 aprilie 2007   | Catalina           | CSS                 |
| 269083 – | 2007 HB16           | 18 aprilie 2007   | Lulin Observatory  | LUSS                |
| 269084 – | 2007 HE17           | 16 aprilie 2007   | Anderson Mesa      | LONEOS              |
| 269085 – | 2007 HW26           | 18 aprilie 2007   | Kitt Peak          | Spacewatch          |
| 269086 – | 2007 HA30           | 19 aprilie 2007   | Mount Lemmon       | Mount Lemmon Survey |
| 269087 – | 2007 HZ31           | 19 aprilie 2007   | Mount Lemmon       | Mount Lemmon Survey |
| 269088 – | 2007 HQ36           | 19 aprilie 2007   | Kitt Peak          | Spacewatch          |
| 269089 – | 2007 HX38           | 20 aprilie 2007   | Mount Lemmon       | Mount Lemmon Survey |
| 269090 – | 2007 HA41           | 20 aprilie 2007   | Socorro            | LINEAR              |
| 269091 – | 2007 HG46           | 20 aprilie 2007   | Anderson Mesa      | LONEOS              |
| 269092 – | 2007 HK48           | 20 aprilie 2007   | Kitt Peak          | Spacewatch          |
| 269093 – | 2007 HJ53           | 20 aprilie 2007   | Kitt Peak          | Spacewatch          |
| 269094 – | 2007 HV57           | 23 aprilie 2007   | Kitt Peak          | Spacewatch          |
| 269095 – | 2007 HP61           | 22 aprilie 2007   | Catalina           | CSS                 |
| 269096 – | 2007 HN65           | 22 aprilie 2007   | Catalina           | CSS                 |
| 269097 – | 2007 HV5            | 22 aprilie 2007   | Mount Lemmon       | Mount Lemmon Survey |
| 269098 – | 2007 HB66           | 22 aprilie 2007   | Catalina           | CSS                 |
| 269099 – | 2007 HM79           | 23 aprilie 2007   | Mount Lemmon       | Mount Lemmon Survey |
| 269100 – | 2007 HC80           | 24 aprilie 2007   | Kitt Peak          | Spacewatch          |

## 269101–269200
| Denumire | Denumire provizorie | Data descoperirii  | Locul descoperirii | Descoperitor(i)     |
| -------- | ------------------- | ------------------ | ------------------ | ------------------- |
| 269101 – | 2007 HB83           | 22 aprilie 2007    | Catalina           | CSS                 |
| 269102 – | 2007 HE83           | 23 aprilie 2007    | Kitt Peak          | Spacewatch          |
| 269103 – | 2007 HM83           | 23 aprilie 2007    | Kitt Peak          | Spacewatch          |
| 269104 – | 2007 HN86           | 24 aprilie 2007    | Kitt Peak          | Spacewatch          |
| 269105 – | 2007 HF90           | 19 aprilie 2007    | Anderson Mesa      | LONEOS              |
| 269106 – | 2007 HP97           | 19 aprilie 2007    | Mount Lemmon       | Mount Lemmon Survey |
| 269107 – | 2007 JO3            | 6 mai 2007         | Kitt Peak          | Spacewatch          |
| 269108 – | 2007 JB9            | 9 mai 2007         | Mount Lemmon       | Mount Lemmon Survey |
| 269109 – | 2007 JS25           | 9 mai 2007         | Kitt Peak          | Spacewatch          |
| 269110 – | 2007 JG27           | 9 mai 2007         | Kitt Peak          | Spacewatch          |
| 269111 – | 2007 JR37           | 12 mai 2007        | Mount Lemmon       | Mount Lemmon Survey |
| 269112 – | 2007 JZ37           | 12 mai 2007        | Mount Lemmon       | Mount Lemmon Survey |
| 269113 – | 2007 JA38           | 12 mai 2007        | Mount Lemmon       | Mount Lemmon Survey |
| 269114 – | 2007 JL39           | 15 mai 2007        | Kitt Peak          | Spacewatch          |
| 269115 – | 2007 JT39           | 11 mai 2007        | Siding Spring      | SSS                 |
| 269116 – | 2007 KO8            | 24 mai 2007        | Catalina           | CSS                 |
| 269117 – | 2007 LU11           | 9 iunie 2007       | Kitt Peak          | Spacewatch          |
| 269118 – | 2007 LH15           | 12 iunie 2007      | Reedy Creek        | J. Broughton        |
| 269119 – | 2007 LQ31           | 15 iunie 2007      | Kitt Peak          | Spacewatch          |
| 269120 – | 2007 LM33           | 12 iunie 2007      | Catalina           | CSS                 |
| 269121 – | 2007 MG9            | 19 iunie 2007      | Kitt Peak          | Spacewatch          |
| 269122 – | 2007 MD25           | 23 iunie 2007      | Kitt Peak          | Spacewatch          |
| 269123 – | 2007 NF2            | 12 iulie 2007      | Mayhill            | A. Lowe             |
| 269124 – | 2007 PC23           | 11 august 2007     | Anderson Mesa      | LONEOS              |
| 269125 – | 2007 PF37           | 13 august 2007     | Socorro            | LINEAR              |
| 269126 – | 2007 PP43           | 11 august 2007     | Bergisch Gladbach  | W. Bickel           |
| 269127 – | 2007 PU47           | 8 august 2007      | Socorro            | LINEAR              |
| 269128 – | 2007 PU48           | 13 august 2007     | Siding Spring      | SSS                 |
| 269129 – | 2007 RG22           | 3 septembrie 2007  | Catalina           | CSS                 |
| 269130 – | 2007 RL65           | 10 septembrie 2007 | Mount Lemmon       | Mount Lemmon Survey |
| 269131 – | 2007 RL108          | 11 septembrie 2007 | Kitt Peak          | Spacewatch          |
| 269132 – | 2007 RZ133          | 11 septembrie 2007 | Catalina           | CSS                 |
| 269133 – | 2007 SP3            | 16 septembrie 2007 | Socorro            | LINEAR              |
| 269134 – | 2007 TF89           | 8 octombrie 2007   | Mount Lemmon       | Mount Lemmon Survey |
| 269135 – | 2007 TL92           | 5 octombrie 2007   | Kitt Peak          | Spacewatch          |
| 269136 – | 2007 TF161          | 11 octombrie 2007  | Socorro            | LINEAR              |
| 269137 – | 2007 TM177          | 6 octombrie 2007   | Kitt Peak          | Spacewatch          |
| 269138 – | 2007 TM225          | 5 octombrie 2007   | Kitt Peak          | Spacewatch          |
| 269139 – | 2007 TJ284          | 9 octombrie 2007   | Anderson Mesa      | LONEOS              |
| 269140 – | 2007 UA21           | 16 octombrie 2007  | Kitt Peak          | Spacewatch          |
| 269141 – | 2007 UT60           | 30 octombrie 2007  | Mount Lemmon       | Mount Lemmon Survey |
| 269142 – | 2007 VY30           | 2 noiembrie 2007   | Kitt Peak          | Spacewatch          |
| 269143 – | 2007 WZ23           | 18 noiembrie 2007  | Mount Lemmon       | Mount Lemmon Survey |
| 269144 – | 2008 AR31           | 10 ianuarie 2008   | Catalina           | CSS                 |
| 269145 – | 2008 CZ31           | 2 februarie 2008   | Kitt Peak          | Spacewatch          |
| 269146 – | 2008 CE204          | 9 februarie 2008   | Mount Lemmon       | Mount Lemmon Survey |
| 269147 – | 2008 DU4            | 27 februarie 2008  | Calvin-Rehoboth    | Calvin College      |
| 269148 – | 2008 EL15           | 2 octombrie 2003*  | Kitt Peak          | Spacewatch          |
| 269149 – | 2008 EV18           | 2 martie 2008      | Catalina           | CSS                 |
| 269150 – | 2008 ET21           | 2 martie 2008      | Kitt Peak          | Spacewatch          |
| 269151 – | 2008 EW28           | 4 martie 2008      | Mount Lemmon       | Mount Lemmon Survey |
| 269152 – | 2008 EM33           | 1 martie 2008      | Kitt Peak          | Spacewatch          |
| 269153 – | 2008 ES54           | 6 martie 2008      | Kitt Peak          | Spacewatch          |
| 269154 – | 2008 EM67           | 9 martie 2008      | Mount Lemmon       | Mount Lemmon Survey |
| 269155 – | 2008 EC77           | 7 martie 2008      | Kitt Peak          | Spacewatch          |
| 269156 – | 2008 EO79           | 8 martie 2008      | Catalina           | CSS                 |
| 269157 – | 2008 ES92           | 3 martie 2008      | Catalina           | CSS                 |
| 269158 – | 2008 EQ114          | 8 martie 2008      | Kitt Peak          | Spacewatch          |
| 269159 – | 2008 EZ114          | 8 martie 2008      | Kitt Peak          | Spacewatch          |
| 269160 – | 2008 EF127          | 10 martie 2008     | Kitt Peak          | Spacewatch          |
| 269161 – | 2008 EV150          | 4 martie 2008      | Mount Lemmon       | Mount Lemmon Survey |
| 269162 – | 2008 ET155          | 15 martie 2008     | Mount Lemmon       | Mount Lemmon Survey |
| 269163 – | 2008 EL168          | 11 martie 2008     | Kitt Peak          | Spacewatch          |
| 269164 – | 2008 FL15           | 26 martie 2008     | Kitt Peak          | Spacewatch          |
| 269165 – | 2008 FU25           | 27 martie 2008     | Kitt Peak          | Spacewatch          |
| 269166 – | 2008 FO58           | 28 martie 2008     | Mount Lemmon       | Mount Lemmon Survey |
| 269167 – | 2008 FB59           | 29 martie 2008     | Kitt Peak          | Spacewatch          |
| 269168 – | 2008 FJ59           | 29 martie 2008     | Kitt Peak          | Spacewatch          |
| 269169 – | 2008 FM59           | 29 martie 2008     | Jarnac             | Jarnac              |
| 269170 – | 2008 FM60           | 10 martie 2008*    | Mount Lemmon       | Mount Lemmon Survey |
| 269171 – | 2008 FS60           | 29 martie 2008     | Catalina           | CSS                 |
| 269172 – | 2008 FK61           | 30 martie 2008     | Catalina           | CSS                 |
| 269173 – | 2008 FX69           | 28 martie 2008     | Kitt Peak          | Spacewatch          |
| 269174 – | 2008 FY75           | 30 martie 2008     | Socorro            | LINEAR              |
| 269175 – | 2008 FK84           | 28 martie 2008     | Mount Lemmon       | Mount Lemmon Survey |
| 269176 – | 2008 FF93           | 29 martie 2008     | Mount Lemmon       | Mount Lemmon Survey |
| 269177 – | 2008 FA105          | 30 martie 2008     | Kitt Peak          | Spacewatch          |
| 269178 – | 2008 FL117          | 31 martie 2008     | Kitt Peak          | Spacewatch          |
| 269179 – | 2008 FD125          | 30 martie 2008     | Kitt Peak          | Spacewatch          |
| 269180 – | 2008 FB129          | 29 martie 2008     | Kitt Peak          | Spacewatch          |
| 269181 – | 2008 FR129          | 31 martie 2008     | Kitt Peak          | Spacewatch          |
| 269182 – | 2008 GO11           | 1 aprilie 2008     | Kitt Peak          | Spacewatch          |
| 269183 – | 2008 GJ18           | 4 aprilie 2008     | Mount Lemmon       | Mount Lemmon Survey |
| 269184 – | 2008 GH28           | 3 aprilie 2008     | Kitt Peak          | Spacewatch          |
| 269185 – | 2008 GZ37           | 3 aprilie 2008     | Kitt Peak          | Spacewatch          |
| 269186 – | 2008 GB42           | 4 aprilie 2008     | Kitt Peak          | Spacewatch          |
| 269187 – | 2008 GO42           | 4 aprilie 2008     | Kitt Peak          | Spacewatch          |
| 269188 – | 2008 GC45           | 4 aprilie 2008     | Kitt Peak          | Spacewatch          |
| 269189 – | 2008 GZ50           | 5 aprilie 2008     | Mount Lemmon       | Mount Lemmon Survey |
| 269190 – | 2008 GQ66           | 6 aprilie 2008     | Kitt Peak          | Spacewatch          |
| 269191 – | 2008 GR94           | 7 aprilie 2008     | Mount Lemmon       | Mount Lemmon Survey |
| 269192 – | 2008 GF98           | 8 aprilie 2008     | Kitt Peak          | Spacewatch          |
| 269193 – | 2008 GY100          | 9 aprilie 2008     | Kitt Peak          | Spacewatch          |
| 269194 – | 2008 GN138          | 15 aprilie 2008    | Mount Lemmon       | Mount Lemmon Survey |
| 269195 – | 2008 GP140          | 8 aprilie 2008     | Kitt Peak          | Spacewatch          |
| 269196 – | 2008 GK145          | 6 aprilie 2008     | Kitt Peak          | Spacewatch          |
| 269197 – | 2008 HN2            | 25 aprilie 2008    | La Sagra           | OAM                 |
| 269198 – | 2008 HZ27           | 28 aprilie 2008    | Kitt Peak          | Spacewatch          |
| 269199 – | 2008 HR34           | 27 aprilie 2008    | Kitt Peak          | Spacewatch          |
| 269200 – | 2008 HF65           | 29 aprilie 2008    | Mount Lemmon       | Mount Lemmon Survey |

## 269201–269300
| Denumire            | Denumire provizorie | Data descoperirii  | Locul descoperirii | Descoperitor(i)       |
| ------------------- | ------------------- | ------------------ | ------------------ | --------------------- |
| 269201 –            | 2008 HD68           | 29 aprilie 2008    | Mount Lemmon       | Mount Lemmon Survey   |
| 269202 –            | 2008 JW4            | 2 mai 2008         | Catalina           | CSS                   |
| 269203 –            | 2008 JL13           | 4 mai 2008         | Mount Lemmon       | Mount Lemmon Survey   |
| 269204 –            | 2008 JG14           | 6 mai 2008         | Mount Lemmon       | Mount Lemmon Survey   |
| 269205 –            | 2008 JG15           | 5 mai 2008         | Kitt Peak          | Spacewatch            |
| 269206 –            | 2008 JU21           | 5 mai 2008         | Mount Lemmon       | Mount Lemmon Survey   |
| 269207 –            | 2008 JJ37           | 3 mai 2008         | Mount Lemmon       | Mount Lemmon Survey   |
| 269208 –            | 2008 KA9            | 27 mai 2008        | Kitt Peak          | Spacewatch            |
| 269209 –            | 2008 KG20           | 28 mai 2008        | Kitt Peak          | Spacewatch            |
| 269210 –            | 2008 KU21           | 28 mai 2008        | Mount Lemmon       | Mount Lemmon Survey   |
| 269211 –            | 2008 KA31           | 29 mai 2008        | Kitt Peak          | Spacewatch            |
| 269212 –            | 2008 LK6            | 3 iunie 2008       | Kitt Peak          | Spacewatch            |
| 269213 –            | 2008 LL10           | 6 iunie 2008       | Kitt Peak          | Spacewatch            |
| 269214 –            | 2008 LW11           | 7 iunie 2008       | Kitt Peak          | Spacewatch            |
| 269215 –            | 2008 LU14           | 8 iunie 2008       | Kitt Peak          | Spacewatch            |
| 269216 –            | 2008 LG15           | 9 iunie 2008       | Kitt Peak          | Spacewatch            |
| 269217 –            | 2008 ND1            | 1 iulie 2008       | Eskridge           | G. Hug                |
| 269218 –            | 2008 NP1            | 5 iulie 2008       | Pla D'Arguines     | R. Ferrando           |
| 269219 –            | 2008 NK2            | 2 iulie 2008       | Kitt Peak          | Spacewatch            |
| 269220 –            | 2008 OE11           | 23 ianuarie 2006*  | Mount Lemmon       | Mount Lemmon Survey   |
| 269221 –            | 2008 OE20           | 30 iulie 2008      | Kitt Peak          | Spacewatch            |
| 269222 –            | 2008 OX20           | 29 iulie 2008      | Kitt Peak          | Spacewatch            |
| 269223 –            | 2008 OU21           | 30 iulie 2008      | Kitt Peak          | Spacewatch            |
| 269224 –            | 2008 OV21           | 30 iulie 2008      | Kitt Peak          | Spacewatch            |
| 269225 –            | 2008 OE24           | 30 iulie 2008      | Kitt Peak          | Spacewatch            |
| 269226 –            | 2008 PO4            | 5 august 2008      | Hibiscus           | S. F. Hönig, N. Teamo |
| 269227 –            | 2008 PG9            | 7 august 2008      | Dauban             | F. Kugel              |
| 269228 –            | 2008 PT15           | 11 august 2008     | Pla D'Arguines     | R. Ferrando           |
| 269229 –            | 2008 PD17           | 11 august 2008     | La Sagra           | OAM                   |
| 269230 –            | 2008 PP19           | 7 august 2008      | Kitt Peak          | Spacewatch            |
| 269231 –            | 2008 PQ19           | 7 august 2008      | Kitt Peak          | Spacewatch            |
| 269232 Tahin        | 2008 QV             | 21 august 2008     | Piszkéstető        | K. Sárneczky          |
| 269233 –            | 2008 QN5            | 22 august 2008     | Kitt Peak          | Spacewatch            |
| 269234 –            | 2008 QP6            | 26 august 2008     | Prairie Grass      | J. Mahony             |
| 269235 –            | 2008 QS6            | 21 august 2008     | Kitt Peak          | Spacewatch            |
| 269236 –            | 2008 QL8            | 25 august 2008     | La Sagra           | OAM                   |
| 269237 –            | 2008 QC9            | 25 august 2008     | La Sagra           | OAM                   |
| 269238 –            | 2008 QM9            | 25 august 2008     | La Sagra           | OAM                   |
| 269239 –            | 2008 QD10           | 26 august 2008     | La Sagra           | OAM                   |
| 269240 –            | 2008 QM10           | 26 august 2008     | La Sagra           | OAM                   |
| 269241 –            | 2008 QY10           | 26 august 2008     | La Sagra           | OAM                   |
| 269242 –            | 2008 QO13           | 27 august 2008     | La Sagra           | OAM                   |
| 269243 –            | 2008 QN14           | 27 august 2008     | Pises              | Pises                 |
| 269244 –            | 2008 QJ17           | 27 august 2008     | La Sagra           | OAM                   |
| 269245 Catastini    | 2008 QL19           | 27 august 2008     | Andrushivka        | Andrushivka           |
| 269246 –            | 2008 QF20           | 30 august 2008     | Kleť               | Kleť                  |
| 269247 –            | 2008 QN20           | 25 august 2008     | Socorro            | LINEAR                |
| 269248 –            | 2008 QL23           | 25 august 2008     | Tiki               | N. Teamo              |
| 269249 –            | 2008 QO24           | 29 august 2008     | Pla D'Arguines     | R. Ferrando           |
| 269250 –            | 2008 QR26           | 29 august 2008     | La Sagra           | OAM                   |
| 269251 Kolomna      | 2008 QW28           | 26 august 2008     | Andrushivka        | Andrushivka           |
| 269252 Bogdanstupka | 2008 QA29           | 27 august 2008     | Andrushivka        | Andrushivka           |
| 269253 –            | 2008 QK35           | 31 august 2008     | Moletai            | MAO                   |
| 269254 –            | 2008 QN36           | 21 august 2008     | Kitt Peak          | Spacewatch            |
| 269255 –            | 2008 QP36           | 21 august 2008     | Kitt Peak          | Spacewatch            |
| 269256 –            | 2008 QK43           | 26 august 2008     | Črni Vrh           | Črni Vrh              |
| 269257 –            | 2008 RY1            | 2 septembrie 2008  | Kitt Peak          | Spacewatch            |
| 269258 –            | 2008 RH5            | 2 septembrie 2008  | Kitt Peak          | Spacewatch            |
| 269259 –            | 2008 RY17           | 4 septembrie 2008  | Kitt Peak          | Spacewatch            |
| 269260 –            | 2008 RE19           | 4 septembrie 2008  | Kitt Peak          | Spacewatch            |
| 269261 –            | 2008 RU27           | 8 septembrie 2008  | Grove Creek        | F. Tozzi              |
| 269262 –            | 2008 RM29           | 2 septembrie 2008  | Kitt Peak          | Spacewatch            |
| 269263 –            | 2008 RS47           | 2 septembrie 2008  | La Sagra           | OAM                   |
| 269264 –            | 2008 RY50           | 3 septembrie 2008  | Kitt Peak          | Spacewatch            |
| 269265 –            | 2008 RO58           | 3 septembrie 2008  | Kitt Peak          | Spacewatch            |
| 269266 –            | 2008 RL63           | 4 septembrie 2008  | Kitt Peak          | Spacewatch            |
| 269267 –            | 2008 RO65           | 4 septembrie 2008  | Kitt Peak          | Spacewatch            |
| 269268 –            | 2008 RP69           | 5 septembrie 2008  | Kitt Peak          | Spacewatch            |
| 269269 –            | 2008 RN70           | 6 septembrie 2008  | La Sagra           | OAM                   |
| 269270 –            | 2008 RW71           | 6 septembrie 2008  | Catalina           | CSS                   |
| 269271 –            | 2008 RF72           | 6 septembrie 2008  | Mount Lemmon       | Mount Lemmon Survey   |
| 269272 –            | 2008 RJ82           | 4 septembrie 2008  | Kitt Peak          | Spacewatch            |
| 269273 –            | 2008 RO89           | 5 septembrie 2008  | Kitt Peak          | Spacewatch            |
| 269274 –            | 2008 RL90           | 6 septembrie 2008  | Catalina           | CSS                   |
| 269275 –            | 2008 RY95           | 7 septembrie 2008  | Catalina           | CSS                   |
| 269276 –            | 2008 RB102          | 3 septembrie 2008  | Kitt Peak          | Spacewatch            |
| 269277 –            | 2008 RN105          | 6 septembrie 2008  | Mount Lemmon       | Mount Lemmon Survey   |
| 269278 –            | 2008 RH108          | 9 septembrie 2008  | Mount Lemmon       | Mount Lemmon Survey   |
| 269279 –            | 2008 RK110          | 3 septembrie 2008  | Kitt Peak          | Spacewatch            |
| 269280 –            | 2008 RW115          | 7 septembrie 2008  | Mount Lemmon       | Mount Lemmon Survey   |
| 269281 –            | 2008 RO117          | 9 septembrie 2008  | Mount Lemmon       | Mount Lemmon Survey   |
| 269282 –            | 2008 RN121          | 2 septembrie 2008  | Kitt Peak          | Spacewatch            |
| 269283 –            | 2008 RN136          | 4 septembrie 2008  | Kitt Peak          | Spacewatch            |
| 269284 –            | 2008 RK138          | 6 septembrie 2008  | Catalina           | CSS                   |
| 269285 –            | 2008 RN141          | 6 septembrie 2008  | Mount Lemmon       | Mount Lemmon Survey   |
| 269286 –            | 2008 SA1            | 21 septembrie 2008 | Grove Creek        | F. Tozzi              |
| 269287 –            | 2008 SY4            | 22 septembrie 2008 | Socorro            | LINEAR                |
| 269288 –            | 2008 SV15           | 19 septembrie 2008 | Kitt Peak          | Spacewatch            |
| 269289 –            | 2008 SY18           | 19 septembrie 2008 | Kitt Peak          | Spacewatch            |
| 269290 –            | 2008 SV20           | 19 septembrie 2008 | Kitt Peak          | Spacewatch            |
| 269291 –            | 2008 SM21           | 19 septembrie 2008 | Kitt Peak          | Spacewatch            |
| 269292 –            | 2008 SC23           | 19 septembrie 2008 | Kitt Peak          | Spacewatch            |
| 269293 –            | 2008 SC36           | 20 septembrie 2008 | Kitt Peak          | Spacewatch            |
| 269294 –            | 2008 SJ37           | 20 septembrie 2008 | Kitt Peak          | Spacewatch            |
| 269295 –            | 2008 SZ50           | 20 septembrie 2008 | Mount Lemmon       | Mount Lemmon Survey   |
| 269296 –            | 2008 SU52           | 20 septembrie 2008 | Mount Lemmon       | Mount Lemmon Survey   |
| 269297 –            | 2008 SC68           | 21 septembrie 2008 | Catalina           | CSS                   |
| 269298 –            | 2008 SB71           | 22 septembrie 2008 | Kitt Peak          | Spacewatch            |
| 269299 –            | 2008 SK74           | 23 septembrie 2008 | Catalina           | CSS                   |
| 269300 Diego        | 2008 SB82           | 26 septembrie 2008 | La Cañada          | J. Lacruz             |

## 269301–269400
| Denumire                | Denumire provizorie | Data descoperirii  | Locul descoperirii | Descoperitor(i)     |
| ----------------------- | ------------------- | ------------------ | ------------------ | ------------------- |
| 269301 –                | 2008 SB88           | 20 septembrie 2008 | Catalina           | CSS                 |
| 269302 –                | 2008 ST109          | 22 septembrie 2008 | Kitt Peak          | Spacewatch          |
| 269303 –                | 2008 SL110          | 22 septembrie 2008 | Kitt Peak          | Spacewatch          |
| 269304 –                | 2008 SV110          | 22 septembrie 2008 | Kitt Peak          | Spacewatch          |
| 269305 –                | 2008 SA114          | 22 septembrie 2008 | Kitt Peak          | Spacewatch          |
| 269306 –                | 2008 SD130          | 22 septembrie 2008 | Kitt Peak          | Spacewatch          |
| 269307 –                | 2008 SK139          | 23 septembrie 2008 | Siding Spring      | SSS                 |
| 269308 –                | 2008 SW145          | 22 septembrie 2008 | Kitt Peak          | Spacewatch          |
| 269309 –                | 2008 SV151          | 30 septembrie 2008 | Desert Moon        | B. L. Stevens       |
| 269310 –                | 2008 SA153          | 22 septembrie 2008 | Socorro            | LINEAR              |
| 269311 –                | 2008 SC154          | 22 septembrie 2008 | Socorro            | LINEAR              |
| 269312 –                | 2008 SK154          | 22 septembrie 2008 | Socorro            | LINEAR              |
| 269313 –                | 2008 SK155          | 23 septembrie 2008 | Socorro            | LINEAR              |
| 269314 –                | 2008 SD159          | 24 septembrie 2008 | Socorro            | LINEAR              |
| 269315 –                | 2008 SD166          | 28 septembrie 2008 | Socorro            | LINEAR              |
| 269316 –                | 2008 SJ166          | 28 septembrie 2008 | Socorro            | LINEAR              |
| 269317 –                | 2008 SG168          | 30 septembrie 2008 | Socorro            | LINEAR              |
| 269318 –                | 2008 SJ171          | 21 septembrie 2008 | Mount Lemmon       | Mount Lemmon Survey |
| 269319 –                | 2008 SS172          | 22 septembrie 2008 | Mount Lemmon       | Mount Lemmon Survey |
| 269320 –                | 2008 SL176          | 23 septembrie 2008 | Mount Lemmon       | Mount Lemmon Survey |
| 269321 –                | 2008 SA177          | 23 septembrie 2008 | Mount Lemmon       | Mount Lemmon Survey |
| 269322 –                | 2008 SR207          | 27 septembrie 2008 | Goodricke-Pigott   | R. A. Tucker        |
| 269323 Madisonvillehigh | 2008 SE209          | 28 septembrie 2008 | Charleston         | Charleston          |
| 269324 –                | 2008 SL219          | 30 septembrie 2008 | La Sagra           | OAM                 |
| 269325 –                | 2008 SO221          | 25 septembrie 2008 | Mount Lemmon       | Mount Lemmon Survey |
| 269326 –                | 2008 SH269          | 21 septembrie 2008 | Catalina           | CSS                 |
| 269327 –                | 2008 SC278          | 28 septembrie 2008 | Mount Lemmon       | Mount Lemmon Survey |
| 269328 –                | 2008 SY282          | 29 septembrie 2008 | Mount Lemmon       | Mount Lemmon Survey |
| 269329 –                | 2008 SJ285          | 20 septembrie 2008 | Mount Lemmon       | Mount Lemmon Survey |
| 269330 –                | 2008 TU1            | 2 octombrie 2008   | Pla D'Arguines     | R. Ferrando         |
| 269331 –                | 2008 TV3            | 3 octombrie 2008   | Socorro            | LINEAR              |
| 269332 –                | 2008 TK6            | 3 octombrie 2008   | La Sagra           | OAM                 |
| 269333 –                | 2008 TA17           | 1 octombrie 2008   | Mount Lemmon       | Mount Lemmon Survey |
| 269334 –                | 2008 TY17           | 1 octombrie 2008   | Mount Lemmon       | Mount Lemmon Survey |
| 269335 –                | 2008 TD19           | 1 octombrie 2008   | Mount Lemmon       | Mount Lemmon Survey |
| 269336 –                | 2008 TS27           | 1 octombrie 2008   | La Sagra           | OAM                 |
| 269337 –                | 2008 TC30           | 1 octombrie 2008   | Mount Lemmon       | Mount Lemmon Survey |
| 269338 –                | 2008 TM30           | 1 octombrie 2008   | Kitt Peak          | Spacewatch          |
| 269339 –                | 2008 TJ37           | 1 octombrie 2008   | Mount Lemmon       | Mount Lemmon Survey |
| 269340 –                | 2008 TB40           | 1 octombrie 2008   | Mount Lemmon       | Mount Lemmon Survey |
| 269341 –                | 2008 TD52           | 2 octombrie 2008   | Kitt Peak          | Spacewatch          |
| 269342 –                | 2008 TU91           | 4 octombrie 2008   | La Sagra           | OAM                 |
| 269343 –                | 2008 TZ94           | 6 octombrie 2008   | La Sagra           | OAM                 |
| 269344 –                | 2008 TH95           | 6 octombrie 2008   | Kitt Peak          | Spacewatch          |
| 269345 –                | 2008 TG106          | 6 octombrie 2008   | Kitt Peak          | Spacewatch          |
| 269346 –                | 2008 TB110          | 6 octombrie 2008   | Mount Lemmon       | Mount Lemmon Survey |
| 269347 –                | 2008 TV110          | 6 octombrie 2008   | Catalina           | CSS                 |
| 269348 –                | 2008 TT134          | 8 octombrie 2008   | Kitt Peak          | Spacewatch          |
| 269349 –                | 2008 TT179          | 1 octombrie 2008   | Catalina           | CSS                 |
| 269350 –                | 2008 US9            | 17 octombrie 2008  | Kitt Peak          | Spacewatch          |
| 269351 –                | 2008 UW11           | 17 octombrie 2008  | Kitt Peak          | Spacewatch          |
| 269352 –                | 2008 UM12           | 17 octombrie 2008  | Kitt Peak          | Spacewatch          |
| 269353 –                | 2008 UO36           | 20 octombrie 2008  | Kitt Peak          | Spacewatch          |
| 269354 –                | 2008 UW50           | 20 octombrie 2008  | Mount Lemmon       | Mount Lemmon Survey |
| 269355 –                | 2008 UR61           | 21 octombrie 2008  | Kitt Peak          | Spacewatch          |
| 269356 –                | 2008 UF90           | 26 octombrie 2008  | Cordell-Lorenz     | D. T. Durig         |
| 269357 –                | 2008 UL97           | 25 octombrie 2008  | Socorro            | LINEAR              |
| 269358 –                | 2008 UN122          | 22 octombrie 2008  | Kitt Peak          | Spacewatch          |
| 269359 –                | 2008 UJ205          | 27 octombrie 2008  | Catalina           | CSS                 |
| 269360 –                | 2008 UN249          | 27 octombrie 2008  | Mount Lemmon       | Mount Lemmon Survey |
| 269361 –                | 2008 UN323          | 31 octombrie 2008  | Catalina           | CSS                 |
| 269362 –                | 2008 UZ334          | 20 octombrie 2008  | Kitt Peak          | Spacewatch          |
| 269363 –                | 2008 UB338          | 20 octombrie 2008  | Kitt Peak          | Spacewatch          |
| 269364 –                | 2008 US354          | 27 octombrie 2008  | Mount Lemmon       | Mount Lemmon Survey |
| 269365 –                | 2008 VA43           | 3 noiembrie 2008   | Catalina           | CSS                 |
| 269366 –                | 2008 WB6            | 17 noiembrie 2008  | Kitt Peak          | Spacewatch          |
| 269367 –                | 2008 WL6            | 17 noiembrie 2008  | Kitt Peak          | Spacewatch          |
| 269368 –                | 2008 WL49           | 18 noiembrie 2008  | Catalina           | CSS                 |
| 269369 –                | 2008 WK140          | 18 noiembrie 2008  | Catalina           | CSS                 |
| 269370 –                | 2008 YX40           | 30 august 2008     | Kitt Peak          | Spacewatch          |
| 269371 –                | 2008 YE168          | 30 august 2008     | Catalina           | CSS                 |
| 269372 –                | 2008 YS169          | 31 august 2008     | Mount Lemmon       | Mount Lemmon Survey |
| 269373 –                | 2008 YT172          | 22 august 2008     | Kitt Peak          | Spacewatch          |
| 269374 –                | 2009 AF17           | 13 ianuarie 2009   | Calvin-Rehoboth    | Calvin College      |
| 269375 –                | 2009 DV46           | 28 februarie 2009  | Socorro            | LINEAR              |
| 269376 –                | 2009 DP57           | 21 februarie 2009  | Kitt Peak          | Spacewatch          |
| 269377 –                | 2009 NB1            | 14 iulie 2009      | La Sagra           | OAM                 |
| 269378 –                | 2009 NH2            | 14 iulie 2009      | Kitt Peak          | Spacewatch          |
| 269379 –                | 2009 OW3            | 21 iulie 2009      | Črni Vrh           | Črni Vrh            |
| 269380 –                | 2009 PM10           | 15 august 2009     | La Sagra           | OAM                 |
| 269381 –                | 2009 PG20           | 15 august 2009     | Kitt Peak          | Spacewatch          |
| 269382 –                | 2009 QW             | 17 august 2009     | Catalina           | CSS                 |
| 269383 –                | 2009 QG1            | 16 august 2009     | La Sagra           | OAM                 |
| 269384 –                | 2009 QX2            | 16 august 2009     | Kitt Peak          | Spacewatch          |
| 269385 –                | 2009 QY3            | 16 august 2009     | Kitt Peak          | Spacewatch          |
| 269386 –                | 2009 QY14           | 16 august 2009     | Kitt Peak          | Spacewatch          |
| 269387 –                | 2009 QT22           | 20 august 2009     | La Sagra           | OAM                 |
| 269388 –                | 2009 QX22           | 20 august 2009     | La Sagra           | OAM                 |
| 269389 –                | 2009 QH28           | 20 august 2009     | Hibiscus           | N. Teamo            |
| 269390 Igortkachenko    | 2009 QA34           | 27 august 2009     | Tzec Maun          | L. Elenin           |
| 269391 –                | 2009 QM37           | 31 august 2009     | Taunus             | S. Karge, R. Kling  |
| 269392 –                | 2009 QX37           | 29 august 2009     | Bergisch Gladbach  | W. Bickel           |
| 269393 –                | 2009 QS44           | 27 august 2009     | Kitt Peak          | Spacewatch          |
| 269394 –                | 2009 QC45           | 27 august 2009     | Catalina           | CSS                 |
| 269395 –                | 2009 QX50           | 26 august 2009     | La Sagra           | OAM                 |
| 269396 –                | 2009 QQ60           | 18 august 2009     | Catalina           | CSS                 |
| 269397 –                | 2009 RB             | 2 septembrie 2009  | La Sagra           | OAM                 |
| 269398 –                | 2009 RE3            | 10 septembrie 2009 | La Sagra           | OAM                 |
| 269399 –                | 2009 RZ5            | 14 septembrie 2009 | Catalina           | CSS                 |
| 269400 –                | 2009 RN8            | 12 septembrie 2009 | Kitt Peak          | Spacewatch          |

## 269401–269500
| Denumire        | Denumire provizorie | Data descoperirii  | Locul descoperirii | Descoperitor(i)        |
| --------------- | ------------------- | ------------------ | ------------------ | ---------------------- |
| 269413 –        | 2009 SK20           | 22 septembrie 2009 | Kachina            | J. Hobart              |
| 269436 –        | 2009 SP174          | 18 septembrie 2009 | Purple Mountain    | PMO NEO Survey Program |
| 269484 Marcia   | 2009 UB4            | 19 octombrie 2009  | Falera             | J. De Queiroz          |
| 269485 Bisikalo | 2009 UQ14           | 21 octombrie 2009  | Zelenchukskaya     | T. V. Kryachko         |
| 269488 –        | 2009 UJ18           | 17 octombrie 2009  | Bisei SG Center    | BATTeRS                |

## 269501–269600
| Denumire         | Denumire provizorie | Data descoperirii | Locul descoperirii | Descoperitor(i)            |
| ---------------- | ------------------- | ----------------- | ------------------ | -------------------------- |
| 269548 –         | 2009 WR             | 16 noiembrie 2009 | Plana              | F. Fratev                  |
| 269550 Chur      | 2009 WT5            | 16 noiembrie 2009 | Falera             | J. De Queiroz              |
| 269554 –         | 2009 WD25           | 21 noiembrie 2009 | Calvin-Rehoboth    | L. A. Molnar               |
| 269567 Bakhtinov | 2009 WK105          | 24 noiembrie 2009 | Tzec Maun          | V. Nevski                  |
| 269568 –         | 2009 WS105          | 25 noiembrie 2009 | Tzec Maun          | D. Chestnov, A. Novichonok |
| 269589 Kryachko  | 2009 XN1            | 10 decembrie 2009 | Tzec Maun          | V. Nevski                  |
| 269596 –         | 2010 AY96           | 9 ianuarie 2010   | WISE               | WISE                       |

## 269601–269700
| Denumire | Denumire provizorie | Data descoperirii   | Locul descoperirii | Descoperitor(i)                                     |
| -------- | ------------------- | ------------------- | ------------------ | --------------------------------------------------- |
| 269623 – | 2010 VA173          | 18 noiembrie 1998*  | Kitt Peak          | M. W. Buie                                          |
| 269628 – | 2011 AN23           | 31 ianuarie 1997*   | Prescott           | P. G. Comba                                         |
| 269632 – | 2011 AK34           | 24 octombrie 2005*  | Mauna Kea          | A. Boattini                                         |
| 269635 – | 2011 AS45           | 19 septembrie 1998* | Caussols           | ODAS                                                |
| 269641 – | 4245 P-L            | 24 septembrie 1960  | Palomar            | C. van Houten, I. van Houten-Groeneveld, T. Gehrels |
| 269652 – | 1994 PE31           | 12 august 1994      | La Silla           | E. W. Elst                                          |
| 269695 – | 1996 VW1            | 6 noiembrie 1996    | Stroncone          | A. Vagnozzi                                         |

## 269701–269800
| Denumire         | Denumire provizorie | Data descoperirii  | Locul descoperirii  | Descoperitor(i)                  |
| ---------------- | ------------------- | ------------------ | ------------------- | -------------------------------- |
| 269703 –         | 1997 UR7            | 23 octombrie 1997  | Ondřejov            | L. Šarounová                     |
| 269706 –         | 1997 WX7            | 23 noiembrie 1997  | Chichibu            | N. Sato                          |
| 269731 –         | 1998 SG63           | 26 septembrie 1998 | Xinglong            | BAO Schmidt CCD Asteroid Program |
| 269742 –         | 1998 UH23           | 23 octombrie 1998  | Piszkéstető         | L. Kiss, K. Sárneczky            |
| 269745 –         | 1998 WU8            | 27 noiembrie 1998  | Višnjan Observatory | K. Korlević                      |
| 269762 Nocentini | 1999 TN4            | 4 octombrie 1999   | Ceccano             | G. Masi                          |
| 269793 –         | 1999 TV332          | 13 octombrie 1999  | Apache Point        | SDSS                             |

## 269801–269900
| Denumire | Denumire provizorie | Data descoperirii | Locul descoperirii | Descoperitor(i) |
| -------- | ------------------- | ----------------- | ------------------ | --------------- |
| 269858 – | 2000 EB4            | 4 martie 2000     | Tebbutt            | F. B. Zoltowski |

## 269901–267000
| Denumire | Denumire provizorie | Data descoperirii  | Locul descoperirii | Descoperitor(i)        |
| -------- | ------------------- | ------------------ | ------------------ | ---------------------- |
| 269935 – | 2000 QY247          | 28 august 2000     | Cerro Tololo       | M. W. Buie             |
| 269953 – | 2000 SH163          | 30 septembrie 2000 | Ondřejov           | P. Kušnirák, P. Pravec |
| 269968 – | 2000 SC335          | 26 septembrie 2000 | Haleakala          | NEAT                   |
| 269990 – | 2000 VF3            | 2 noiembrie 2000   | Oaxaca             | J. M. Roe              |
| 270000   | 2000 YQ19           | 28 decembrie 2000  | Fair Oaks Ranch    | J. V. McClusky         |